# Yungipicus temminckii
Yungipicus temminckii е вид птица от семейство Picidae. Видът е незастрашен от изчезване.

## Разпространение
Разпространен е в Индонезия.